# Abubaker Kaki

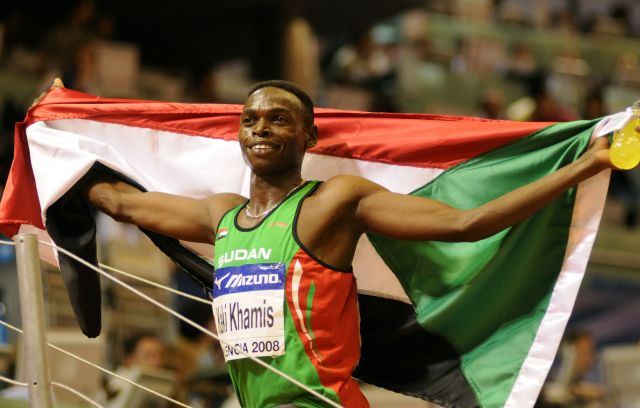
Abubaker Kaki

Abubaker Kaki (Abubaker Kaki Khamis; arabisch أبو بكر كاكي خميس Abū Bakr Kākī Chamīs, DMG Abū Bakr Kākī Ḫamīs; * 21. Juni 1989 in Muglad) ist ein sudanesischer Mittelstreckenläufer. Er ist Junioren-Weltrekordhalter im 800-Meter-Lauf und wurde in dieser Disziplin 2008 und 2010 Hallenweltmeister.
Kaki wurde am 12. April 2025 in al-Fāschir infolge eines Artilleriebeschusses der Rapid Support Forces während der Belagerung von al-Fāschir im sudanesischen Bürgerkrieg für tot erklärt. Diesem Bericht wurde jedoch von internationalen Journalisten widersprochen, die behaupteten, Kaki sei noch am Leben.

## Karriere
Kaki gewann 2005 Bronze über 1500 Meter bei den Jugendweltmeisterschaften in Marrakesch. 2006 belegte er bei den Juniorenweltmeisterschaften in Peking über 800 Meter den sechsten Platz. 2007 siegte er über 800 Meter bei den Afrikaspielen in Algier in 1:45,22 min vor dem Südafrikaner Mbulaeni Mulaudzi. Bei den Weltmeisterschaften 2007 in Osaka schied Kaki im Vorlauf aus. Im November 2007 nahm er an den Pan-Arabischen Spielen in Kairo teil. Dort siegte er in einem langsamen Spurtrennen über 1500 Meter. Über 800 Meter siegte er gleichfalls, hier stellte er in 1:43,90 min einen sudanesischen Rekord auf.
Bei den Hallenweltmeisterschaften 2008 in Valencia traf er erneut auf Mulaudzi. Kaki siegte in 1:44,81 min mit einer Zehntelsekunde Vorsprung vor Mulaudzi. Beim IAAF-Golden-League-Meeting der Bislett Games in Oslo am 6. Juni 2008 verbesserte Kaki den fast elf Jahre alten Junioren-Weltrekord des Kenianers Japheth Kimutai um fast eine ganze Sekunde auf 1:42,69 min. Bei den Olympischen Spielen 2008 verpasste er das Finale. Bei den Weltmeisterschaften 2009 in Berlin verursachte er im Halbfinale eine Kollision mit dem Niederländer Bram Som, der daraufhin ebenso wie der Pole Marcin Lewandowski stürzte. Kaki schied aus, während Som und Lewandowski später für das Finale zugelassen wurden. Bei den Weltmeisterschaften 2011 in Daegu gewann Kaki hinter dem Kenianer David Lekuta Rudisha die Silbermedaille mit einer Zeit von 1:44,41 min.
Abubaker Kaki ist 1,76 m groß und wog zu Wettkampfzeiten 63 kg.